# Avenue des Azalées (Schaerbeek)
Pour les articles homonymes, voir Avenue des Azalées.
L'avenue des Azalées (en néerlandais : Azalealaan) est une avenue bruxelloise de la commune de Schaerbeek qui va de l'avenue Paul Deschanel et de l'avenue Ambassadeur Van Vollenhoven au niveau du pont de la SNCB à l'avenue Général Eisenhower en passant par la rue des Pâquerettes et la rue Fontaine d'Amour tout en longeant le parc Josaphat.

## Histoire et description
L'avenue s'appelait précédemment rue Fontaine d'Amour en référence à la source Fontaine d'Amour du parc Josaphat.
L'azalée ou rhododendron est une plante dont le genre appartient à la famille des Éricacées.
D'autres artères aux alentours du parc Josaphat portent le nom d'une plante :
- avenue des Capucines
- rue des Chardons
- allée des Freesias
- avenue des Glycines
- avenue des Héliotropes
- avenue des Hortensias (aujourd'hui avenue Général Eisenhower et avenue Ernest Cambier)
- avenue des Jacinthes
- rue de la Luzerne
- rue des Mimosas
- rue des Pâquerettes
- rue des Pavots
- rue des Pensées

La numérotation des maisons va de 8 à 67 de manière continue, car il n'y a qu'un côté de l'avenue qui est bâti, l'autre côté étant le parc Josaphat.

## Adresses notables
- no 8 : glacier Cocozza
- nos 49-50 : immeubles du Foyer Schaerbeekois
- no 51 : l'écrivain et homme politique bruxellois Louis Bertrand (1856-1943) y a habité

## Galerie de photos

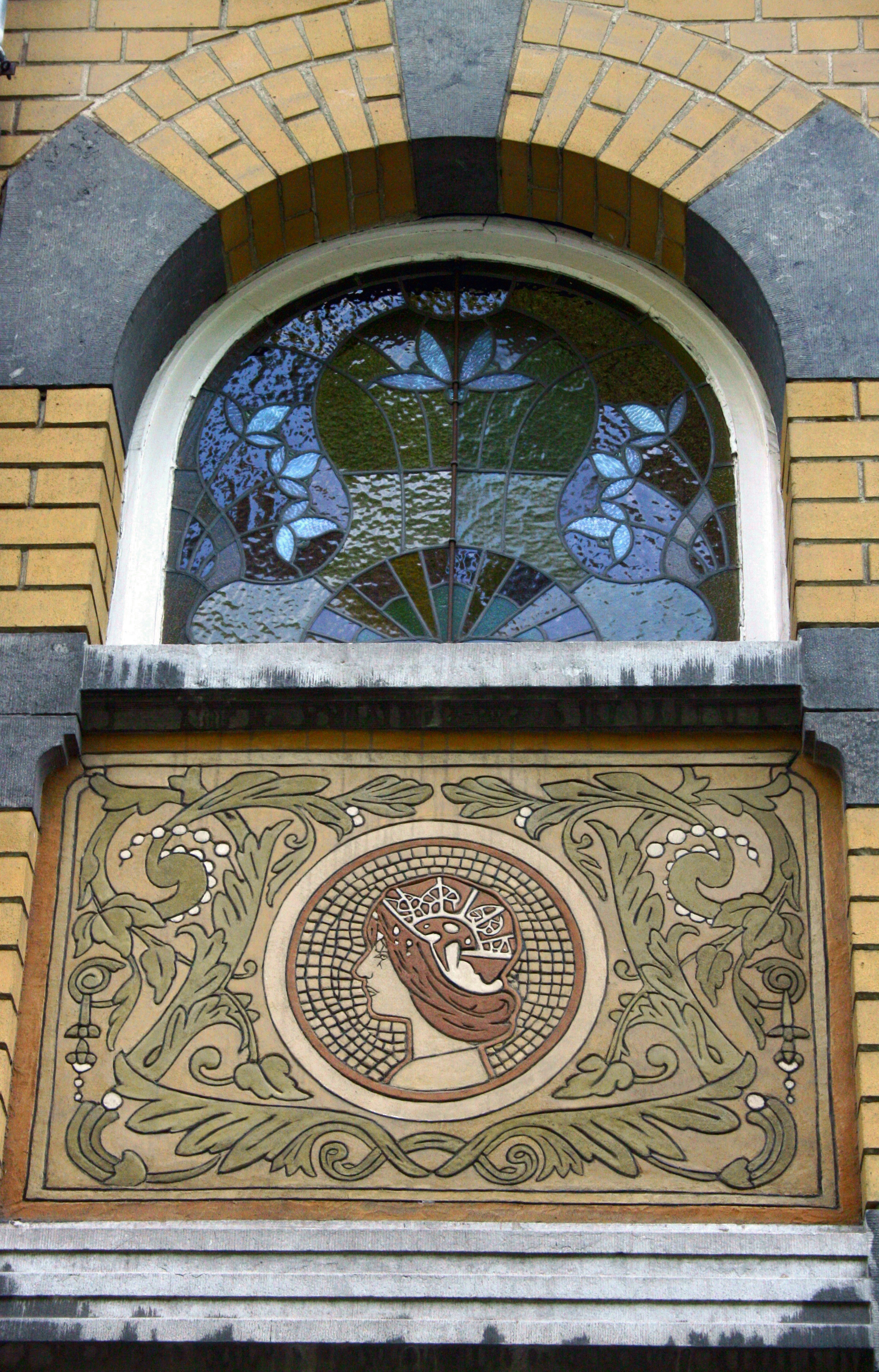
Sgraffite au no 31
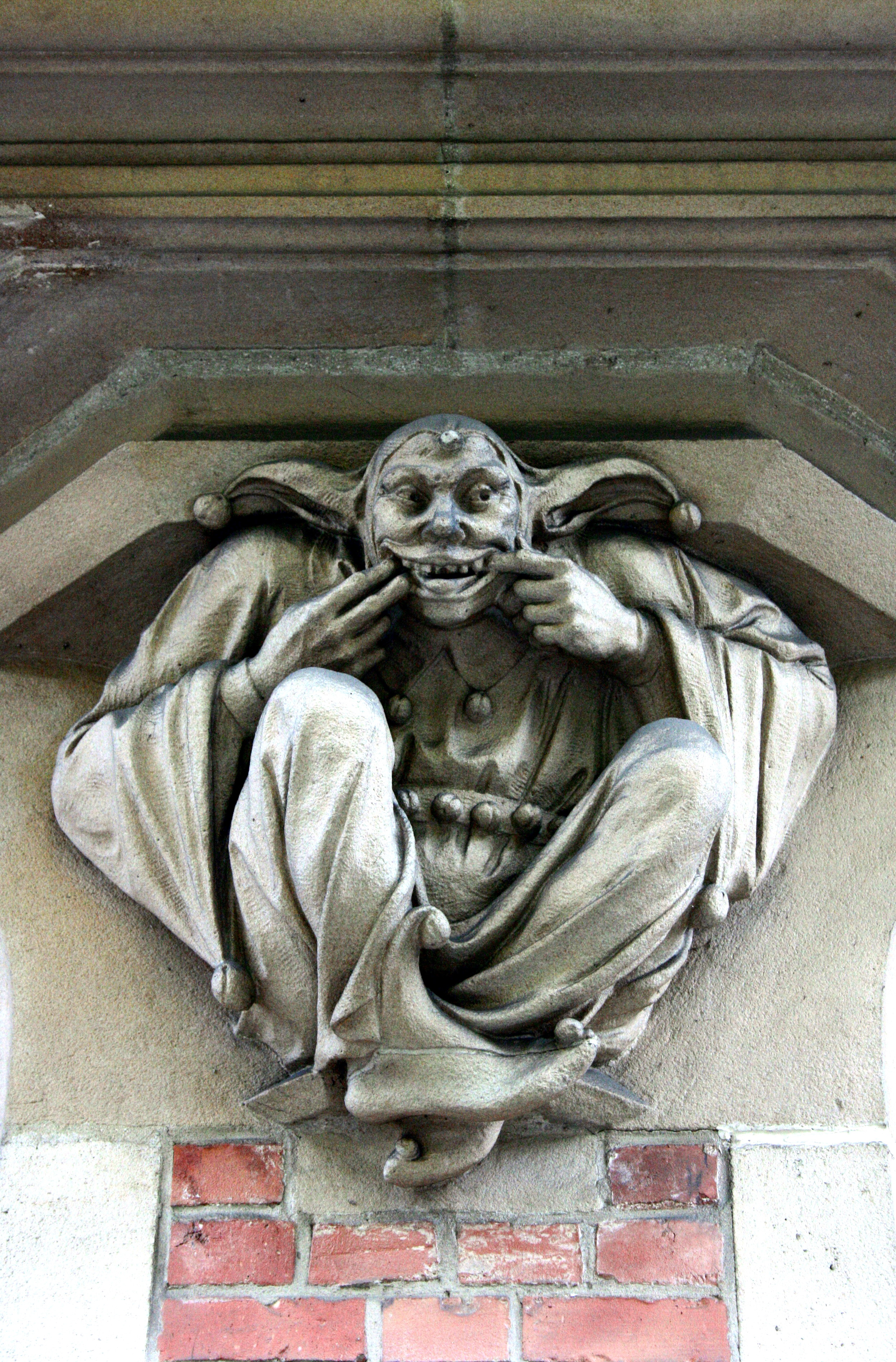
Sculpture néogothique au no 32